# Georgia Moffett
Georgia Elizabeth Tennant rodným jménem Georgia Elizabeth Moffett (* 25. prosince 1984 Londýn) je anglická herečka. Proslavila se dvěma rolemi v britských seriálech Poldové, kde ztvárnila dceru detektivního inspektora Abigail Nixonovou, a v kultovním seriálu Pán času hrála v epizodě Doktorova dcera, kde ztvárnila roli klonované dcery Jenny.

## Životopis
Narodila se 25. prosince 1984 v Londýně. Její otec je britský herec Peter Davison a matka americká herečka Sandra Dickinson. Podle svých slov měla - krásné dětství, které by mi mohl závidět kde kdo. Na nic si nemůžu stěžovat. Studovala ve škole Sv. Eduarda v Oxfordu.
Po krátkém románku s hercem Adamem Paulem Harveyem se jí dne 27. března 2002 v jejích 17 letech narodil syn Ty Peter, o kterého se první roky života starali jeho prarodiče. V roce 2011 se zasnoubila s Davidem Tennantem a tak její syn převzal příjmení svého nevlastního otce. Dne 29. března 2011 se jim narodila dcera Olive Tennantová a svatba proběhla 30. prosince 2011. Dne 5. ledna 2013 David Tennant oznámil, že Georgia Elizabeth Tennant je znovu těhotná a 2. května 2013 porodila dítě Wilfreda. V listopadu 2015 bylo oznámeno, že se jim v nedávné době narodila dcera Doris a 22. května 2019 oznámili v televizní show The Late Late Show with James Corden, že Georgia očekává páté dítě. Dne 13. října 2019 bylo na Instagramu oznámeno, že se jim narodilo zdravé dítě. Své soukromí střeží. Stejně jako její manžel většinou neodpovídá na soukromé otázky novinářů, či odpovídá velice stroze.
Georgia Tennant je patronkou Straight Talking, což je charitativní organizace, která seznamuje a pomáhá mladým lidem s těhotenstvím v období puberty

## Kariéra
Poprvé se objevila v televizi v roce 1999 v seriálu Venkovská praxe, kde ztvárnila postavu Nicka Daveye. Dále se objevila v televizních dramatech jako The Second Quest a Jaký otec takový syn. Hrála také Alice Harding v dramatu Jdi za svým srdcem. Se svým otcem si zahrála v sitcomu Fear, Stress and Anger a v seriálu Poslední detektiv.
V roce 2007 se objevila v divadle s rolí Mathildy Verlaine v Total Eclipse v londýnské Menier Chocolate Factory.  V květnu 2008 hrála v seriálu BBC, Pán času po boku svého budoucího manžela Davida Tennanta, který hrál doktora. V srpnu 2008 hrála v seriálu Spooks: Code 9, kde vytvořila postavu Kylie Roman. V roce 2010 ztvárnila roli Cassie Riceové v seriálu Doctor Who: Dreamland a také se objevila v roli Lady Vivian v epizodě Sladké sny seriálu Merlin. Přidala se k osazenstvu lékařského dramatu BBC Casualty, jako mladší lékařka Heather Whitefieldová. Postava lékařky byla zabitá na začátku druhé epizody. V červnu 2010 hrála v televizním dramatu Detektiv Thorne: Ospalá dívka manželku jednoho z detektivů. V březnu 2011 dostala roli Emmy v situační komedii White Van Man, která má pouze dvě série, protože projekt byl prodělečný. V květnu 2012 hrála ve Vaudeville What the Butler Saw v londýnském divadle. Hra měla nedobré recenze, prodej vstupenek neustále klesal a tak 13. července 2012 divadlo oznámilo prostřednictvím svých oficiálních webových stránek, že projekt byl ukončen, kvůli nízkému zájmu diváků. V listopadu 2013 se produkovala a hrála v The Five(ish) Doctors Reboot. Její producentský začátek byl úspěšný a tak produkovala a hrála v krátkém filmu s názvem 96 Ways To Say I Love You, kde hrál i její manžel. Film měl premiéru na London Independent Film Festival v dubnu 2015.  V roce 2017 se vrátila k herectví a objevila se v dramatických miniseriích od BBC In The Dark